# Tobias Oelderik
Tobias Oelderik (Haarlem, 11 september 1996) is een Nederlands acteur
Oelderik volgde een opleiding tot filmacteur aan het Mediacollege Amsterdam. En sinds 2017 vertolkt Oelderik de hoofdrol van Otis Marchand in de televisieserie SpangaS, en de zomersequel SpangaS op zomervakantie. Hij vertolkte eveneens rollen in twee kortfilms, in Rubber van Anil Wagemans uit 2014, en Toekomstdromers van Robert Kuipers uit 2018.